# Andreï Chkouro
Andreï Grigorievitch Chkouro (en russe : Андрей Григорьевич Шкуро), né le 19 janvier 1887 dans la stanitsa Pachkovskaïa (ru) près d'Ekaterinodar (Russie) et mort le 17 janvier 1947 à Moscou (RSFS de Russie), est un général russe qui combattit dans les armées blanches durant la guerre civile russe et fut aussi chef d'une division de partisans appelés « les Loups ».

## Formation
Issu d'une famille de Cosaques du Kouban, Chkouro entama une carrière militaire en mai 1907, après des études au 3e corps des cadets de Moscou et à l'école de cavalerie Nicolas (à Saint-Pétersbourg). Il servit dans les troupes cosaques du Kouban sous les ordres du général Baratov.
Pendant la Première Guerre mondiale, il combattit sur le front de Galicie et fut promu iessaoul en 1915. En 1916, il forma un détachement spécial de Cosaques du Kouban chargé d'opérer des raids pour désorganiser les lignes arrières de l'ennemi. De façon informelle, ce détachement était appelé la « sotnia des loups ». Avant la révolution, Chkouro et ses hommes sont engagés sur le front roumain. Après la Révolution de Février, ils furent transférés sur le front du Caucase pour combattre l'armée turque.

## La guerre civile

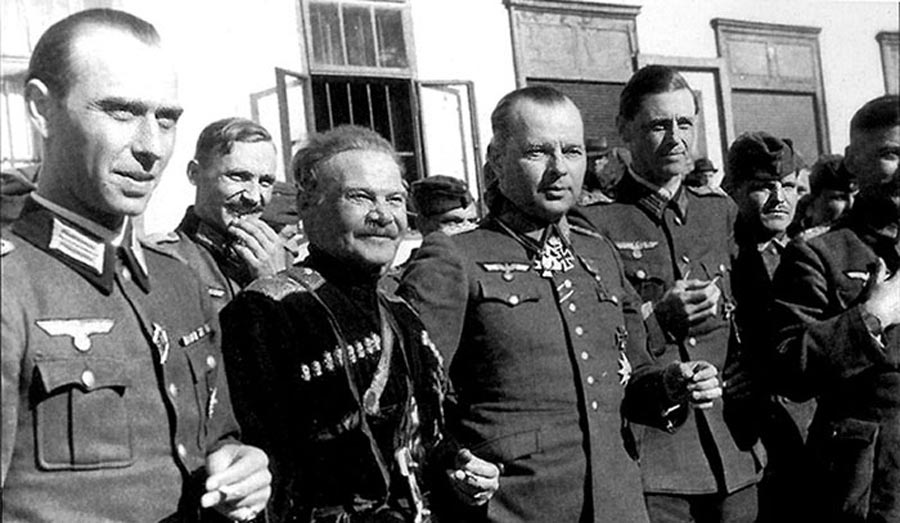
Andreï Chkouro et Helmuth von Pannwitz

Blessé en décembre 1917 par des inconnus, Chkouro forma en mai 1918 une unité de partisans combattant les bolchéviques dans la région de Kislovodsk. En juin 1918, il rejoignit à Stavropol l'armée des volontaires du général Dénikine, mais ses méthodes brutales et sans scrupules sont contestées. Il participa également aux travaux de la rada du Kouban, professant des opinions hostiles au séparatisme.
En mai 1919, il commanda avec le grade de lieutenant-général l'ensemble de la cavalerie blanche.
En mai 1920, en conflit avec le général Wrangel, Chkouro quitta le service actif et il partit en exil en Yougoslavie, puis en France.

## La Seconde Guerre mondiale
Durant la Seconde Guerre mondiale, il fut employé par le Troisième Reich pour mener des actions en Yougoslavie contre les partisans communistes. Capturé par les Britanniques après le conflit, il fut livré à l'Union soviétique le 1er juin 1945, condamné à mort et exécuté par pendaison.